# Niccolò Galli (ciclista)
Niccolò Galli (Cento, 9 aprile 2002) è un pistard e ciclista su strada italiano che corre per il team Arvedi Cycling. Nel  2022 e 2024 ha vinto il titolo europeo Under-23 nella specialità dell'inseguimento a squadre.

## Palmarès

### Pista
- 2022

Campionati europei, Inseguimento a squadre Under-23 (con Davide Boscaro, Mattia Pinazzi e Manlio Moro)
- 2023

Gipuzkoa Pista Saria, Corsa a eliminazione
6 Sere di Pordenone, Inseguimento individuale
6 Sere di Pordenone, Corsa a punti
GP Novo Mesto, Americana (con Manlio Moro)
- 2024

Campionati europei, Inseguimento a squadre Under-23 (con Renato Favero, Luca Giaimi, Samuel Quaranta e Manlio Moro)

### Strada

#### Altri successi
- 2023 (Nazionale italiana)

Classifica giovani Vuelta a Formosa Internacional

## Piazzamenti

### Competizioni mondiali
- Campionati del mondo su pista

Francoforte sull'Oder 2019 - Inseguimento a squadre Junior: 5º
Francoforte sull'Oder 2019 - Chilometro a cronometro Junior: 15º
Glasgow 2023 - Inseguimento individuale Elite: 16º

### Competizioni europee
- Campionati europei su pista

Gand 2019 - Chilometro a cronometro Junior: 12º
Fiorenzuola d'Arda 2020 - Inseguimento a squadre Junior: 3º
Apeldoorn 2021 - Chilometro a cronometro Under-23: 11º
Apeldoorn 2021 - Inseguimento a squadre Under-23: 3º
Anadia 2022 - Inseguimento a squadre Under-23: vincitore
Anadia 2023 - Inseguimento a squadre Under-23: 2º
Anadia 2023 - Corsa a punti Under-23: 2º
Anadia 2023 - Americana Under-23: 7º
Apeldoorn 2024 - Inseguimento individuale Elite: 11º
Apeldoorn 2024 - Chilometro Elite: 13º
Cottbus 2024 - Inseguimento a squadre Under-23: vincitore
Cottbus 2024 - Omnium Under-23: 10º
- Campionati europei su strada

Drenthe 2023 - Cronometro Under-23: 28º